# داستان دو شهر (فیلم ۱۹۸۰)
داستان دو شهر (انگلیسی: A Tale of Two Cities) یک تله‌فیلم تاریخی آمریکایی به کارگردانی جیم گدارد است که در سال ۱۹۸۰ منتشر شد.

## بازیگران
- کریس ساراندون
- آلیس کریج
- پیتر کوشینگ
- کنت مور
- بری مورس
- فلورا رابسون
- بیلی وایتلا
- نایجل هاثورن
- جرج اینس
- دیوید سوشی
- برنارد آرچارد